# Тит Тутилий Луперк Понтиан
Тит Тутилий Луперк Понтиан (на латински: Titus Tutilius Lupercus Pontianus) е политик и сенатор на Римската империя през 2 век.
През 135 г. той е консул заедно с Публий Калпурний Атилиан.